# Inverness Museum and Art Gallery
Inverness Museum and Art Gallery er et museum og kunstgalleri, der ligger på Castle Wynd i Inverness i Det skotske højland. Samlingen kurateres af High Life Highland på vegne af Highland Council, og adgang til museet er gratis.
Det oprindelige Inverness Museum åbnede i 1881 og begyndte at udvikle en samling bestående af genstande med relation til Highland og Jakobitter. En af de tidlige genstande af stor betydning var en gruppe historiske Stuart-portrætter, der blev doneret af prins Frederick Duleep Singhs familie, inklusive et maleri af Karl Edvard Stuart der tilskrives Pompeo Batoni og et af Oliver Cromwell som prins Freddy hænge med hovedet nedad. Efterfølgende tilføjelser til samlingen inkluderer landskabsmalerier af højlandet udført af skotske kunstnere som bl.a. Alexander Nasmyth, John Quinton Pringle og Tom Scott.
The Castle Wynd/Bridge Street-området i Inverness undergik byfornyelse i 1963, og i den forbindelse blev det nuværende kompleks opført. Siden er der sket to større udviklinger; i 1982 med tilføjelse af en café, permanent galleri og midlertidige kunstgallerier og i 2006 hvor museet lukkede og blev renoveret henover 6 måneder for £1,3 mio. for at være klar til Highland 2007.
Museets udstillinger inkluderer i dag Inverness' rolle som højlandets hovedstad. Afdelingerne tæller bl.a. skotsk geologi og naturhistorie samt arkæologi inklusive piktiske sten. Derudover findes våben, sækkepiber, jakobitter-memorabilia, sølv fra Inverness og skiftende udstillinger. Desuden rummer museet en udstoppet puma, der blev fanget i Inverness-shire i 1980, og som efterfølgende blev sat i en dyrepark. Den blev udstoppet og udstillet på museet ved sin død.